# Dechloromonas aromatica
Dechloromonas aromatica — вид протеобактерій родини Rhodocyclaceae.

## Опис
Грам-негативні, факультативні анаеробні бактерії. Бактерії виділені у 2002 році з осаду річки Потомак на сході США. Бактерії живуть у ґрунті. Dechloromonas aromatica може анаеробно розщеплювати бензол, редукувати перхлорат та окислювати хлорбензоат, толуол та ксилол.

## Геном
Dechloromonas aromatica має єдину круглу ДНК-хромосому довжиною 4501104 пар; має 4250 генів, що кодують 4117 білків та 79 РНК.